# Johnny Hallyday Bercy 92
Albums par Johnny Hallyday
Ça ne change pas un homme
(1991) Rough Town
(1994)
Lives par Johnny Hallyday
Johnny Hallyday dans la chaleur de Bercy
(1991) Johnny Hallyday Parc des Princes 1993
(1993)
Singles
1. La guitare fait mal - True to you
Sortie : 8 décembre 1992
2. Je veux te graver dans ma vie - Blue Suede Shoes
Sortie : 22 mars 1993

Johnny Hallyday Bercy 92 est le 15e album live de Johnny Hallyday, il sort le 19 janvier 1993.
L'album est réalisé par Jean-Pierre Janiaud et Jannick Top.

## Autour de l'album
- Références originales :
  - Triple 33 tours (tirage limité et numéroté : Philips 514400-1 (21 titres)
  - Double CD : Philips 514400-2 (21 titres)(diffusé sous trois jaquettes de couleurs différentes : orange, violet ou rouge)
  - Coffret long box Philips 514471-2 (21 titres + 3) inclus au coffret le mini CD Collector Philips 864 903 comprenant la séquence rock'n'roll qui clôt le récital.
- Edition CD 2003 (son remastérisé) : Mercury Universal Philips 077 210-2 (24 titres)

- L'album est également distribué en Laserdisc 30 cm - LDV

- Il a été extraits de l'album les singles :
  - 8 décembre 1992 : La guitare fait mal (version Bercy) - True to you (version Bercy) - La guitare fait mal (version live à Toulouse)
    - 45 tours référence originale : Philips 864714 (le vinyle tourne sur une face en 45 tours et sur l'autre en 33).
    - CDS référence originale : Philips 864714-2
    - CD promo hors commerce La guitare fait mal référence originale ; 1573

  - 22 mars 1993 : Je veux te graver dans ma vie - Blue Suede Shoes
    - 45 tours référence originale : Philips 862030-7 (c'est le dernier single de Johnny Hallyday à sortir sous le format 45 tours)
    - CDS référence originale : Philips 862030-2
    - CD promo hors-commerce Je veux te graver dans ma vie  référence originale : Philips 1613

- Johnny, entre Que je t'aime et Gabrielle, chante une nouvelle chanson Tout donné. Après la première semaine, elle est retirée du tour de chant. Restée inédite, elle est publiée, de manière très confidentielle, en 2000, sur un CD de compilations.
- De même, les premiers soirs, le titre Dans un an ou un jour est chanté, avant d'être retiré du récital ; elle demeure inédite dans sa version live. Ces deux chansons n'ont pas à ce jour, intégrées la liste des titres de l'album Bercy 92.
- Le bluesman Luther Allison interprète un titre durant l'intermède musical, puis accompagne à la guitare Hallyday sur la chanson  La guitare fait mal.

## Les titres
- Nous donnons ici la liste des titres du coffret long box de 1993, premier à restituer le récital dans son intégralité.
- Les titres en gras ne sont pas inclus sur le triple album vinyle, ni sur le double CD 514400-2

| 1.  | Intro Bercy 92 (instrumental)                               |                                               | Érick Bamy, Jannick Top, Serge Perathoner     |  |
| 2.  | Voyage au pays des vivants                                  | Long Chris                                    | Mick Jones, Tommy Brown                       |  |
| 3.  | Rock'n'roll attitude                                        | Michel Berger                                 | Michel Berger                                 |  |
| 4.  | Ça ne change pas un homme                                   | Art Mengo                                     | Patrice Guirao                                |  |
| 5.  | Pour moi tu es la seule (Sweet Lovin' Mamma)                | Ralph Bernet (adaptation)                     | Johnny « Guitar » Watson                      |  |
| 6.  | Quelque chose de Tennessee                                  | Michel Berger                                 |                                               |  |
| 7.  | Hey Joe (Hey Joe)                                           | Gilles Thibaut (adaptation)                   | Billy Roberts                                 |  |
| 8.  | Tien An Men                                                 | Ysa Shandy                                    | Jacques Cardona                               |  |
| 9.  | Je veux te graver dans ma vie (Got to Get You into My Life) | Long Chris (adaptation)                       | John Lennon, Paul McCartney                   |  |
| 10. | La guitare fait mal                                         | Étienne Roda-Gil                              | Claude Lemesle, Joe Dassin, Tony Joe White    |  |
| 11. | La Musique que j'aime                                       | Michel Mallory                                | Johnny Hallyday                               |  |
| 12. | Diego libre dans sa tête                                    | Michel Berger                                 | Michel Berger                                 |  |
| 13. | True to you                                                 | Chris Rea                                     | Chris Rea                                     |  |
| 14. | Dégage (Slow Down)                                          | Long Chris (adaptation)                       | Larry Williams                                |  |
| 15. | Que je t'aime                                               | Gilles Thibaut                                | Jean Renard                                   |  |
| 16. | Gabrielle (The King Is Dead))                               | Long Chris, Patrick Larue (adaptation)        | Tony Cole (musician) (en)                     |  |
| 17. | Derrière l'amour                                            | Pierre Delanoë                                | Toto Cutugno                                  |  |
| 18. | L'envie                                                     | Jean-Jacques Goldman                          | Jean-Jacques Goldman                          |  |
| 19. | Le bon temps du rock and roll (Old Time Rock and Roll)      | Michel Mallory (adaptation)                   | George Jackson, Thomas Earl Jones III         |  |
| 20. | Je te promets                                               | Jean-Jacques Goldman                          | Jean-Jacques Goldman                          |  |
| 21. | Poème sur la 7e                                             | Philippe Labro                                | Ludwig van Beethoven                          |  |
| 22. | Blue Suede Shoes                                            | Carl Perkins                                  | Carl Perkins                                  |  |
| 23. | Be Bop a Lula                                               | Gene Vincent - Sheriff - Tex Davis - G. Vesta | Gene Vincent - Sheriff - Tex Davis - G. Vesta |  |
| 24. | Whole Lotta Shakin' Goin' On                                | S. Davis - David Williams                     | S. Davis - David Williams                     |  |

## Les musiciens
- Direction musicale : Jannick Top et Érick Bamy (assisté de Marc Rossi)
- Batterie : Yves Sanna
- Basse : Jannick Top
- Percussions : François Constantin
- guitares : Norbert Krief - Thibault Abrial
- Claviers : Michel Amsellem - Thierry Tamain
- Cuivres : Jacques Bessot - Éric Giausserand - Alex Perdigon - Bruno Ribera - Serge Roux
- Chœurs : Carolyn Jones - Zeita Massiah - Mila Lumbroso - Érick Bamy